# Черкези (из Карачајево-Черкезије)
Черкези (из Карачајево-Черкезије) (руски: черкесы, кабардински: адыгэ) су једна од четири групе черкеских племена која је формално призната као посебан народ. Традиционално је назив Черкези до совјетског доба означавао све Черкезе, од тада се односи само на Черкезе, који живе у руској републици Карачајево-Черкезији, као и у 4 села у оближњој Адигеји. У Карачајево-Черкезији у којој су староседеоци, у 2010. су чинили мање од 12% становништва и представљали су трећи народ по бројности, после Карачајаца (41%) и Руса (32%). Ови Черкези су у основи Бесленејци, они говоре кабардинским (кабардино-черкеским или источночеркеским) језиком. Након стварања Совјетског Савеза черкеска племена су сврстана у 4 групе (зависно од административне јединице у којој су била насељена), а то су Черкези (већином Бесленејци), Кабардинци (само Кабардинци), Адигејци (сва западна племена Черкеза сем Шапсуга) и Шапсуги (само Шапсуги). 
Черкези (из Карачајево-Черкезије), себе називају именом Адигејци као и већина Черкеза. По Черкезима је назван главни град Карачајево-Черкезије Черкеск, који се раније звао Баталпашинск.

## Историја
Черкези (у ужем смислу) су се из Кабардино-Балкарије населили у долине горњи Зеленчук и Уруп између 1780. и 1825, из којих су измештени у периоду између 1830-их и 1850-их. Током 19. века, под притиском Русије, многи Черкези су се преселили у блискоисточне земље, где је већина асимилована, мањи део је до данас очувао черкески идентитет. 
Након Октобарске револуције 1917. и стварања Совјетског Савеза основана је 12. јануара 1922. и аутономна област Карачајево-Черкезија. Која је подељена на Карачајску аутономну област и Черкески национални округ 26. априла 1926. Черкески национални округ је уздигнут на ниво аутономне области 30. априла 1928. Черкеска аутономна област је постојала до 9. јануара 1957. године, када је укључена у састав обновљене (у старим границама) аутономне области Карачајево-Черкезије након рехабилитације Карачајаца (које је Стаљин депортовао у средњу Азију у 1943).
Аутономна област је уздигнута на ниво аутономне совјетске социјалистичке републике Карачајево-Черкезије (федералне јединице РСФСР) 3. јула 1991. године. Распадом Совјетског Савеза децембра 1991. године, различити народи Карачајево-Черкезије су прогласили своје посебне федералне јединице, укључујући и републику Черкезију 27. октобра 1991. Русија је била спремна да прихвати поделу територије, али је 28. марта 1992. на референдуму већина становништва гласала против поделе и 9. децембра 1992. из званичног имена републике су избачене речи аутономна совјетска социјалистичка и званично име је од тада Република Карачајево-Черкезија.